# Somebody's Watching Me
Somebody's Watching Me è un singolo del cantante statunitense Rockwell, pubblicato il 27 dicembre 1983 come primo estratto dall'album omonimo.

## Descrizione
Il brano è cantato da Rockwell e il ritornello è eseguito da Michael Jackson; i cori di sottofondo sono dello stesso Michael e di suo fratello Jermaine.

## Video musicale
Il video musicale riprende il tema del brano ovvero la sensazione-ossessione di sentirsi sempre osservati da qualcuno. Il protagonista vive all'interno di una casa apparentemente normale, ma la realtà talvolta si trasforma in altro, e la sensazione opprimente forse non è pura fantasia. La paura diventa calamita del paranormale e attrae ciò da cui lo stesso protagonista fugge: fantasmi, teste fluttuanti, cornacchie. Per enfatizzare il messaggio, il regista ripropone la celebre scena nella doccia, tratta dal famoso film Psyco.

## Tracce
Testi e musiche di Kennedy William Gordy.
Singolo 7" (catalogo Motown US 4515MG, Motown UK TMG 1331)
- Lato A

1. Somebody's Watching Me – 3:57

- Lato B

1. Somebody's Watching Me (strumentale) – 3:57

Esiste anche una versione 'radio edit' che dura 3:33.
Maxi singolo 12" (Motown US 1702MF, Motown UK TMGT 1331)
- Lato A

1. Somebody's Watching Me (album version) – 4:57

- Lato B

1. Somebody's Watching Me (strumentale) – 5:26

## Classifiche
| Classifica (1984)                                           |                          | Posizione massima | Settimane in classifica |
| ----------------------------------------------------------- | ------------------------ | ----------------- | ----------------------- |
| Francia                                                     | Francia (bandiera)       | 1                 | 18 (8 al 1º)            |
| Belgio (Vallonia)                                           | Belgio (bandiera)        | 1                 | 12                      |
| Billboard Hot 100 Hot R&B/Hip-Hop Songs Hot Dance Club Play | Stati Uniti (bandiera)   | 2 1 3             | —                       |
| Canada                                                      | Canada (bandiera)        | 2                 | 16 (2 al 2º)            |
| Germania                                                    | Germania (bandiera)      | 2                 | 15                      |
| Svizzera                                                    | Svizzera (bandiera)      | 3                 | 12                      |
| Paesi Bassi                                                 | Paesi Bassi (bandiera)   | 4                 | 10                      |
| Svezia                                                      | Svezia (bandiera)        | 4                 | 6                       |
| Nuova Zelanda                                               | Nuova Zelanda (bandiera) | 5                 | 9                       |
| Regno Unito                                                 | Regno Unito (bandiera)   | 6                 | 11                      |
| Norvegia                                                    | Norvegia (bandiera)      | 7                 | 4                       |
| Italia                                                      | Italia (bandiera)        | 14                | —                       |
| Austria                                                     | Austria (bandiera)       | 14                | 2                       |